# District d'Angul
Le district de Angul est un district de l'État de l'Odisha, en Inde.

## Géographie
Au recensement de 2011, sa population compte 1 271 703 habitants.
Son chef-lieu est la ville de Angul. 